# Sergio Lagos
Sergio Andrés Lagos Gallegos (Concepción, 12 de noviembre de 1972) es un presentador de televisión chileno. En paralelo de su carrera televisiva, por unos pocos años tuvo una banda de música electrónica llamada Marciano.
Ha tenido una destacada trayectoria en las telecomunicaciones de su país, destacando sus tres animaciones (2006, 2007 y 2008) en el Festival Internacional de la Canción de Viña del Mar, el certamen más relevante de habla hispana en todo el mundo.
Esta trayectoria le ha significado estar nominado a premios como el Martín Fierro Latino, el cual reconoce el aporte de latinos en el mundo audiovisual. Asimismo, fue nominado como Mejor Animador de la Década para los Premios Copihue de Oro 2021.

## Biografía
Nació en la ciudad de Concepción el año 1972. Previo a estudiar en Santiago, Lagos vivió en las ciudades de Temuco y Osorno, donde transcurrió parte de su infancia y adolescencia.
En Concepción comenzó a iniciarse en lo que es guitarra eléctrica, momento que Lagos define como «un momento inconscientemente decisivo en mi vida».Aquella iniciación ocurre en casa de su amigo Jorge «Yogui» Alvarado, quien años después sería líder de la banda Emociones Clandestinas.
En 1995, a los veintitrés años, debuta en el programa de televisión Extra Jóvenes. Entre 1996 y 2001, Lagos logró ser un animador emergente en programas de televisión, lo que le valió para ser contratado por Canal 13 en el año 2003, donde debutó animando el que sería el primer reality show de la televisión chilena, Protagonistas de la fama. Esta experiencia permitió que, aquel mismo año, pudiese animar eventos como el programa ¿Quién quiere ser millonario? o, posteriormente, el Festival del Huaso de Olmué (2004).
En 2006 tendría un importante salto en su carrera al aceptar animar el XLVII Festival Internacional de la Canción de Viña del Mar, donde compartió animación con figuras como Myriam Hernández y Tonka Tomicic hasta la edición 2008.

Tras no animar el festival en 2009, Lagos se mantuvo como animador en programas alternativos como La Movida del Festival o El Hormiguero. De ese modo, dos años más tarde recobraría protagonismo al presentar reality shows como Año 0 o las dos versiones de Mundos opuestos (2012−2013). Paralelo a ello, también se mantendría como animador estable de Mi nombre es..., programa emitido por su casa televisiva, Canal 13, entre 2011 y 2014. Esta experiencia permitió que tuviese presencia presentando The Voice Chile entre 2015 y 2016.

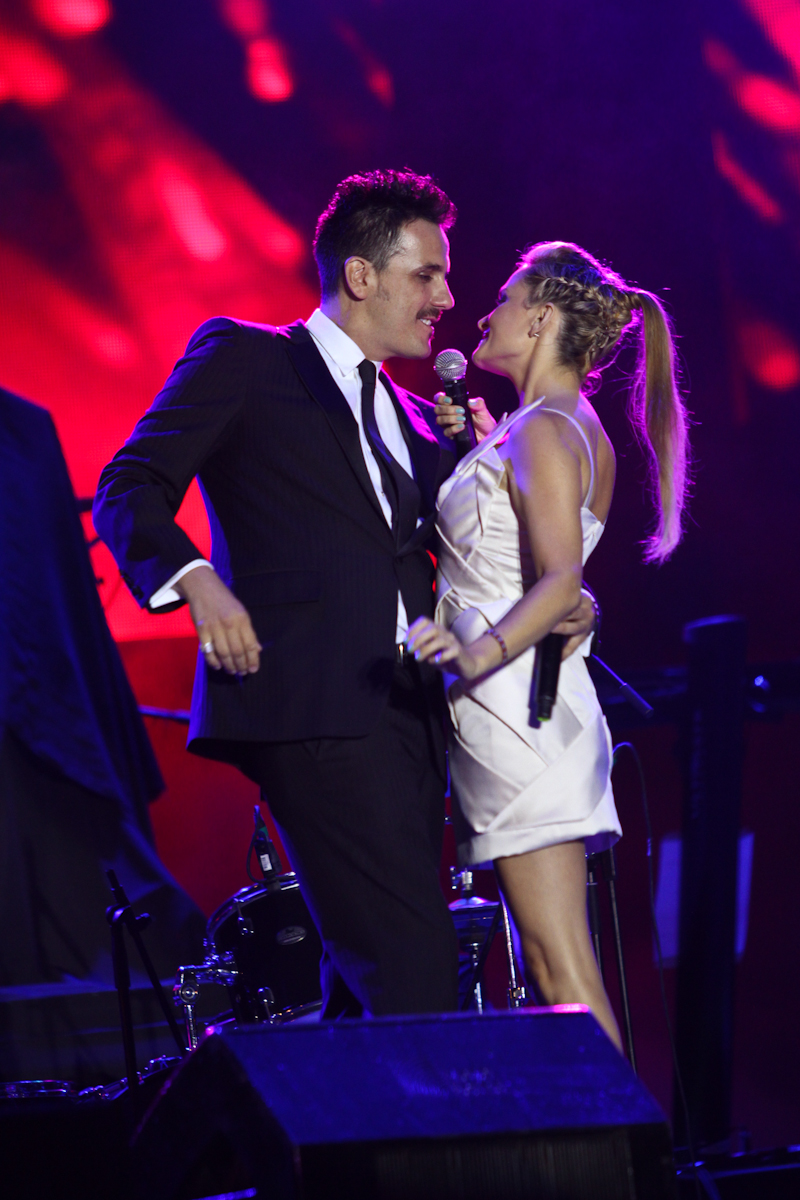
Sergio Lagos junto a su esposa, Nicole, animando un evento.

En 2018, Sergio Lagos debutaría en el género de talk show al participar del programa Sigamos de largo, donde permaneció hasta su última emisión en 2021. Al año siguiente, animaría programas como Aquí Se Baila y Juego Textual.
En 2023, al volver el género de realities a Chile, Lagos animaría las producciones de Tierra brava, ¿Ganar o Servir?, Palabra de honor y Mundos Opuestos. 

## Filmografía

### Presentador
- 2025−presente: Mundos opuestos 3[15]
- 2024−2025: Palabra de honor
- 2024: ¿Ganar o servir?
- 2023−2024: Tierra brava[16]
- 2022: Juego textual
- 2022−2023: Aquí se baila
- 2022: Festival de Las Condes
- 2021−2022: Aquí somos todos
- 2021: Bienvenidos
- 2019: ¿Qué haría tu hijo?
- 2019: Café social
- 2018−2021: Sigamos de largo
- 2017: El momento de la verdad
- 2015−2016: The Voice Chile
- 2014: La movida del mundial
- 2014: Generaciones cruzadas
- 2013: Mundos opuestos 2
- 2012: Festival de Antofagasta
- 2012: Mundos opuestos
- 2011−2014: Mi nombre es…
- 2011: Año 0
- 2010: El hormiguero
- 2010: ¿Quién quiere ser millonario?
- 2009: Tiempo límite
- 2009: Movistar música
- 2009: La movida del festival
- 2008: TV o no TV
- 2008: Garage Music
- 2008: Hit, la fiebre del karaoke
- 2008: XLIX Festival Internacional de la Canción de Viña del Mar
- 2007: Fama
- 2007: XLVIII Festival Internacional de la Canción de Viña del Mar
- 2006−2007: Locos por el baile
- 2006: Expedición Robinson: La isla VIP
- 2006: XLVII Festival Internacional de la Canción de Viña del Mar
- 2006: La casa
- 2005: La granja VIP
- 2005: La granja
- 2004−2010: Acoso textual
- 2004: Festival del Huaso de Olmué
- 2003: Protagonistas de la música
- 2003−2006: Encuentros cercanos
- 2003: Protagonistas de la fama[13]
- 2003: ¿Quién quiere ser millonario?
- 2003: Amenaza real
- 2001: Panoramix
- 1999: El futuro de Chile
- 1997: Andesground
- 1996: Dínamo
- 1995: Extra jóvenes

### Especiales
- 2019-2020: Bienvenidos (como panelista)
- 2008: Alfombra Roja (como panelista)